# Northeast McHenry (Dakota del Norte)
Northeast McHenry es un territorio no organizado ubicado en el condado de McHenry en el estado estadounidense de Dakota del Norte. En el Censo de 2010 tenía una población de 98 habitantes y una densidad poblacional de 0,35 personas por km².

## Geografía
Northeast McHenry se encuentra ubicado en las coordenadas 48°25′48″N 100°26′16″O / 48.43000, -100.43778. Según la Oficina del Censo de los Estados Unidos, Northeast McHenry tiene una superficie total de 280.01 km², de la cual 278.82 km² corresponden a tierra firme y (0.004%) 1.18 km² es agua.

## Demografía
Según el censo de 2010, había 98 personas residiendo en Northeast McHenry. La densidad de población era de 0,35 hab./km². De los 98 habitantes, Northeast McHenry estaba compuesto por el 100% blancos, el 0% eran afroamericanos, el 0% eran amerindios, el 0% eran asiáticos, el 0% eran isleños del Pacífico, el 0% eran de otras razas y el 0% pertenecían a dos o más razas. Del total de la población el 0% eran hispanos o latinos de cualquier raza.